# Жуньянський висячий міст
Жуньянський висячий міст (кит.: 潤揚長江大橋) — південна частина комплексної мостової споруди, що перетинає річку Янцзи в провінції Цзянсу, приблизно за 45 км на схід від Нанкіна.
Комплекс складається з двох мостів: висячого південного та вантового північного. Є частиною Пекін-Шанхайської швидкісної дороги.
Назва мосту пов'язано з тим, що він сполучає Чженьцзян (колишній Жуньчжоу) й Янчжоу.
Довжина основного прольоту мосту становить 1 490 м, таким чином, після завершення будівництва в 2005, він став четвертим по довжині висячим мостом у світі і другим в КНР. Висота пілонів мосту дорівнює 215 м над рівнем моря. Ширина моста становить 39,2 м, дорожнє полотно вміщує 6 автомобільних смуг і вузькі доріжки по краях обох сторін полотна для технічного обслуговування. Висота дорожнього полотна над водною поверхнею усереднені становить близько 50 метрів.